# 松本泉
松本泉（日语：／ Matsumoto Izumi，1958年10月13日—2020年10月6日），日本漫畫家。男性。富山縣高岡市出生。富山縣立高岡工藝高等學校畢業。

## 經歷

### 直到出道為止
高中畢業之後，松本泉搬到東京，目標是成為搖滾音樂家。職責是鼓手。他是一位無與倫比的搖滾愛好者，也是創作歌手杉真理、創世紀樂團和TOTO的忠實粉絲。然而，由於他不懂樂譜，放棄了成為音樂家，轉而進入了一所設計學校。
在上專門學校時，他和高中朋友畫了漫畫並將其提交給幾家出版社。筆名「松本泉」最初是與兩個高中同學的朋友一起開始的，所以他們每個人都想出了一個聽起來像「松本」或「泉」的名字，事實上，前者給人一種過於僵硬的印象，而後者則給人一種女性化的印象，所以他們決定將漢字和平假名顛倒過來。另一個候用的筆名「澀谷Pateo」則被拒絕，該咖啡館以澀谷站前的一家咖啡店命名，當時兩人經常在澀谷站前開會。
結果，他得到了集英社《週刊少年Jump》編輯部編輯高橋俊昌的認可，正式踏上了出道之路。1980年代初，專注於硬漢、劇畫、運動和搞笑內容的《Jump》試圖融入其他雜誌流行的愛情喜劇和美少女角色的元素，以遏制銷量的下滑。而編輯高橋喜歡上了松本的設計，其路線完全符合，就這樣，他和高橋一起反覆討論連載的概念和計劃，發表了一些短篇漫畫來填補原稿掉落的《停止!! 雲雀》（江口壽史）的空白，並為抽獎頁面繪製了插圖。另外，松本的朋友因經濟狀況而退出團體，連載前一年的工資為數萬日元，從此他繼續獨自工作。

### 連載出道
1984年，《橙路》連載開始。其精心設計的彩頁，大量使用了當時還很少見的彩色屏幕色調以及之前在Jump中從未見過的圖案，引起了的關注，並迅速成為熱門作品。他與千葉拓和桂正和一起，在《Jump》上開創了愛情喜劇和美少女路線，根據讀者調查，松本在男性和女性中獲得了良好的受歡迎程度，主要是在與劇中角色同齡的青少年中。
影響松本泉的漫畫家有永井豪、山上龍彥、吾妻日出夫、田村信、江口壽史、高橋留美子等。他的漫畫家朋友包括、清水利光和宮崎摩耶。也受到了姊姊以前買的少女漫畫的影響，在這個領域也受到了多田薰、吉匡子、倉持房子等女性漫畫家的繪畫風格以及愛情喜劇元素的影響。據說這些設計很大程度上受到了豬股睦美和細野不二彥的影響。
《橙路》連載結束後，《芝麻☆街》將連載。該作品深受江口壽史的影響，涉及實驗性的嘗試和錯誤，包括引入類似插圖的技術。

### 與疾病鬥爭到辭世
自2000年以來，松本泉因腦脊髓液耗竭（低腦脊髓液壓力症候群）而無法從事漫畫家的工作，並致力於與疾病作鬥爭。原定幾年來首次在《Super Jump》連載，但因此延期並最後取消。還曾計劃根據他與疾病作鬥爭的一生製作一部自傳漫畫，但從未實現。此外，當他患上心房顫動並接受心臟手術時，他的活動僅限於插畫和漫畫的構想。
2020年10月6日，松本泉於住院治療中辭世。享壽61歳。

## 逸事
- 在連載《橙路》的第2年艱難日程中，他感到身體不適，並於1986年下半停止連載約5個月，休息了一段時間。在那段休息期間，他接到了一個將其製作成動畫的企劃[7]。
- 小說家平井和正（日语：平井和正）是《橙路》的粉絲，非常喜歡閱讀它。1990年代中期，松本在工作場所收到了平井親自發來的傳真，其中寫道「我看了《橙路》的動畫和漫畫後，印象非常深刻」。平井寫的小說《波西米亞玻璃街》曾經向《橙路》致敬。幾次見面後，兩人們一拍即合，意識到電子出版的未來會出現一種新的出版形式，這促成了數位漫畫《COMIC-ON》的製作[8][9]。
- 《橙路》的故事是實時推進的，該作品的主角春日恭介和朋友們在4年的時間裡從中學3年級變成了高中3年級。由於次年角色們將上大學，松本意識到很難保持純粹的世界觀，將無法繼續連載該作品，因此他諮詢了Jump的責任編輯諮詢說想結束連載時，責任編輯告訴他要在5週內完成，後來縮短到3週直到最終回。他透露，本身最初的想法是希望最終回的最後階段需要大約半年的時間才能完成。經過一番周折，終於3週內在《Jump》雜誌上完結，但由於頁數不夠，所以他在《Jump》推出的單行本最後一冊添加補足了45頁。
- 《橙路》松本自己最喜歡的故事是春日恭介穿越時空回到過去，遇見了小時候的鮎川圓，並給她買了一頂紅色草帽的長篇[10]，原因是這個故事在他內心完美地結合在一起。該作品連載終了半年後，電視動畫版以這個故事迎來了最後一集，但他說如果是原作的最終回就好了。在漫畫的實際連載過程中，他並不打算讓作品結束，而是在該故事最後一頁的大樹場景上結束[11]時，助手們說「老師，這不是故事的結局了嗎？」然後所有人都沉默了[7]。
- 《橙路》松本說自己最喜歡的女性角色是鮎川圓，在畫該作品時，他將大約70%的精力都花在鮎川圓身上，這是一個讓他很興奮、很喜歡的角色。然而，鮎川圓是一個需要花費大量時間來繪製和擦除的角色，當被問及《橙路》給他留下的印象時，他回答說畫鮎川圓時[7]。

## 年譜
- 1981年，以《LIVE！Very Rock'n'Roll》獲得《週刊少年Jump》的FRESH JUMP獎（日语：週刊少年ジャンプの新人漫画賞#フレッシュジャンプ賞）佳作。
- 1982年，他在為《週刊少年Jump》的讀者贈閱頁創作插圖的同時[12]，也發表了短篇小說。他以在《FRESH JUMP》創刊號上發表的《牛奶☆報告》首次亮相。《FRESH JUMP》2號刊登了一篇短篇小說，名為[13]。出道之初，他想創作喜劇漫畫，因此就按照喜劇漫畫的風格進行創作，但由於漫畫在讀者投票中人氣較低，他決定嘗試不同的風格，將自己喜愛的科幻與愛情喜劇相結合。
- 1984年，《橙路》開始在《週刊少年Jump》上連載。1987年連載終了。
- 1988年，《芝麻☆街》開始在《Super Jump》第一月號上連載。
- 1993年，負責根據竹書房《COMIC GAMMA（日语：コミックガンマ）》新年號大倉雷太（日语：大倉らいた）原作《BLACK MOON》的插圖。
- 1994年，與寺田憲史為JUMP j BOOKS（日语：ジャンプ ジェイ ブックス）合著了小說《新橙路》。
- 1996年，與東芝EMI（現EMI音樂日本）合作發行數位漫畫CD-ROM雜誌《COMIC ON》。他既擔任製片人又擔任作家。從那時起，他將自己的展示方式從印刷雜誌轉向數位漫畫製作。
- 1999年6月，原定於2000年初開始睽違幾年首次在《Super Jump》進行新連載，但由於不明原因的健康狀況不佳而延期。
- 2004年7月，查出上述病症是因4歲時的一次交通事故導致腦脊髓液耗竭（英语：Spontaneous cerebrospinal fluid leak）（低腦脊髓液壓力症候群）所致。當松本的姊姊得知腦脊髓液耗竭的名稱和症狀後，認為症狀與弟弟（松本）相同，於是建議他去看醫生。檢查結果顯示，該病已被查明。他接受了補血（日语：ブラッドパッチ）（硬膜外自體血注射）治療而有效，此後病情有所改善。當時他正在準備一部以他與病魔抗爭的生活為題材的自傳漫畫。他說「可能有很多人因為不了解這種疾病而死亡。我想利用漫畫的力量來傳達有關這種疾病的訊息」[14][15]。
- 2007年10月19日，在母校富山縣立高岡工藝高等學校（日语：富山県立高岡工芸高等学校）進行演講。
- 2010年1月10日，他出現在《NHK新聞 早安日本》上，談論了其慢性疾病腦脊髓液耗竭（低腦脊髓液壓力症候群）和自己未來的動向。
- 2011年7月1日—4日，睽違15年首次參加在洛杉磯舉辦的「Anime Expo 2011」[16]。
- 2011年7月21日，在欣賞了年輕時就喜歡的杉真理（日语：杉真理）的現場表演後，經熟人介紹認識了杉真理，他感到非常興奮。在自己的部落格上發布一張紀念照[17]。
- 2015年3月26日，被曝患心房顫動慢性病，並於4月3日至4月8日住院接受手術[18]。
- 2016年8月27日，在松本的官方網站證實，同年4月底松本在車站與一名男子相撞後，腦脊髓液耗竭復發，一直臥床在家接受治療。由於操作電腦等對他來說比較困難，所以他暫時不會碰這些東西，專心治療[19]。
- 2017年11月19日，與松本有著密切個人與職業友誼的鶴弘美於同年11月16日過世。松本在接受治療時在自己的官方網站上發表了哀悼評論[20]。
- 2018年10月1日，時隔1年1個月第一次更新部落格。經過兩年與病魔的鬥爭後，即宣布立即復出。
- 2019年2月，在紀念杉真理出道40週年專輯《MUSIC LIFE》發行特別網站上發表祝賀評論[21]。
- 2020年10月6日，於住院治療中辭世，享壽61歲。一邊因腦脊髓液耗竭主訴不明（日语：不定愁訴），一邊持續與病魔抗爭力求復出，但他也擔心自己幾年前動過心臟手術無法維持健康狀況。葬禮僅由近親舉行[3]。

## 作品列表
- 橙路
- 芝麻街（作品未完）
- 新橙路（小說）
- Graffiti（短篇集）
- BLACK MOON（作畫）
- （原案、監修）
- （人物設定）
- EE（漫畫）
- 幕末綿羊娘情史（計劃）
- DIGITAL SHORT CONTENTS（全彩短篇集）
- GRAPHIC ANTHOLOGY（全彩畫冊）
- 官方粉絲書第1冊《Recurrence》（訪談錄、命名集）
- 官方粉絲書第2冊《Orange Blossom》（訪談錄、命名集）

## 影響松本的漫畫家
- 永井豪
- 山上龍彥（日语：山上たつひこ）
- 吾妻日出夫
- 田村信（日语：田村信）
- 江口壽史
- 高橋留美子
- 多田薰
- 倉持房子
- 吉匡子

## 助手
- 萩原一至
- 岡崎武士（日语：岡崎武士）
- 本田將

## 相關項目
- 高橋俊昌（日语：高橋俊昌）
- 清水利光（日语：清水としみつ）
- 幡地英明（日语：幡地英明）
- 寺田憲史
- 富澤順（日语：富沢順）
- 黑岩善宏
- 宮崎摩耶（日语：宮崎摩耶）

## 外部連結
- （日語）—松本泉的官方個人網站（1）。
- （日語）—松本泉的官方個人網站（2）。
- Kimagure Interview (Spanish) with Matsumoto-Sensei （西班牙文）—Chibisake（1）
- Izumi Matsumoto Biography (Spanish)  （西班牙文）—Chibisake（2）